# Поцхверия, Гия Джемалович
Георгий (Гия) Поцхверия  (груз. გია ფოცხვერია; род. 16 августа 1964 года, Тбилиси, Грузинская ССР) — писатель, поэт.

## Биография
В 1983 окончил Тбилисский политехнический институт, а в 1993 году режиссёрский факультет в Грузинском государственном театральном институте им. Шота Руставели (класс Георгия Шенгелия) и курсы режиссуры московского ВГИКА.
В 1984—1987 годах работал на грузинском телевидиний «Первый канал» передача «Экран». Его стихи и рассказы опубликуваны в журнале «Цискари» и в журнале «Мнатоби».
С 1993 года продолжил учёбу в Университете Кента в Великобритании, где получил степень Магистра философии (Кино и Медиа).
Автор стихотворений, рассказов, романов, киносценариев (грузинский, русский, английский языки). Был одним из основателей Георгиевской грузинской церкви в Лондоне и первым председателем её Совета.
Автор сценария и режиссёр короткометражных фильмов: «Реквием» (1992), «Любовь в Лондоне» (1999), «Мусор» (Лондон, 2003).
В 2004 году защитил докторскую диссертацию в Кентском университете (доктор философии по
специальности кино; масс-медиа).
Умер 23 февраля 2006 года в Лондоне от разрыва сердца.

## Публикации
- Хочу взглянуть на мир сверху / Гия Поцхверия; пер. Ирины Зурабашвили. — Тбилиси : Универсал, 2007. — 359, [1] с.; 21 см; ISBN 978-9941-12-008-4
- Господи, спаси и сохрани! [Текст] : стихи / Гия Поцхверия, Джемал Поцхверия. — Тбилиси : [б. и.], 2012. — 144 с. : ил., портр.; 21 см; ISBN 978-9941-9256-6-5
- Господи, помилуй : авторские стихи / Гия Поцхверия; пер. Владимира Саришвили. — Тбилиси : Универсал, 2008. — 147 с. : ил.; 21 см; ISBN 978-9941-12-338-2
- ლონდონი ჩვენი ბედისწერა : ლექსები, კინოსცენარები, მოგონებები (თანაავტორი). — თბილისი, 2013. — 266გვ
- Стихи (თანაავტორი). — Тбилиси, 2012. — 144с.. — ISBN 978-9941-9256-6-5
- London my fate : Poetry, screenplays, essays (ავტორი). — თბილისი, 2012. — 158გვ.
- ორტომეული : ლექსები; ტ. I (ავტორი). — თბილისი, ახალი საქართველო, 2007. — 315გვ.. — ISBN 978-99928-886-7-4
- ორტომეული : მოთხრობები; რომანი; , ტომი II (ავტორი) // მოთხრობები; ეგონა, რომ იდგა (რომანი) . — თბილისი, ახალი საქართველო, 2007. — 372გვ.. — ISBN 978-99928-886-8-1
- რჩეული : ლექსები, მოთხრობები, რომანი (ავტორი). — თბილისი, ახალი საქართველო, 2007. — 416გვ.
- ფოცხვერია, გიორგი ჯემალის ძე (1964—2006). ლონდონი ჩვენი ბედისწერა [Текст] / გია (გიორგი) ფოცხვერია, ჯემალ ფოცხვერია. — თბილისი, 2013. — 265 с. : цв. фот.; 20 см. Поцхверия Гия Джемалович. Стихи и проза грузинского писателя (1964—2006), воспоминания о нём.